# Hahnia barbata
Hahnia barbata är en spindelart som beskrevs av Robert Bosmans 1992. Hahnia barbata ingår i släktet Hahnia och familjen panflöjtsspindlar.
Artens utbredningsområde är Sulawesi. Inga underarter finns listade i Catalogue of Life.